# Mola di Bari
Mola di Bari este o comună din provincia Bari, regiunea Apulia, Italia, cu o populație de 24.416 locuitori (1 ianuarie 2023) și o suprafață de 50,94 km².

## Demografie
Mola di Bari - evoluția demografică

|  | Graficele sunt indisponibile din cauza unor probleme tehnice. Mai multe informații se găsesc la Phabricator și la wiki-ul MediaWiki. |

Date: Recensăminte sau birourile de statistică - grafică realizată de Wikipedia